# Melanargia wiskotti
Melanargia wiskotti är en fjärilsart som beskrevs av Johannes Karl Max Röber 1896. Melanargia wiskotti ingår i släktet Melanargia och familjen praktfjärilar. Inga underarter finns listade i Catalogue of Life.

## Bildgalleri

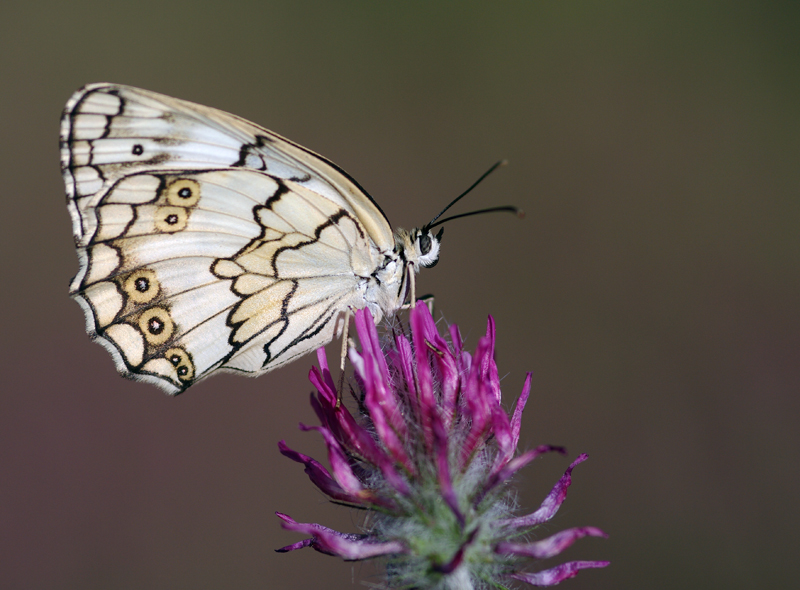
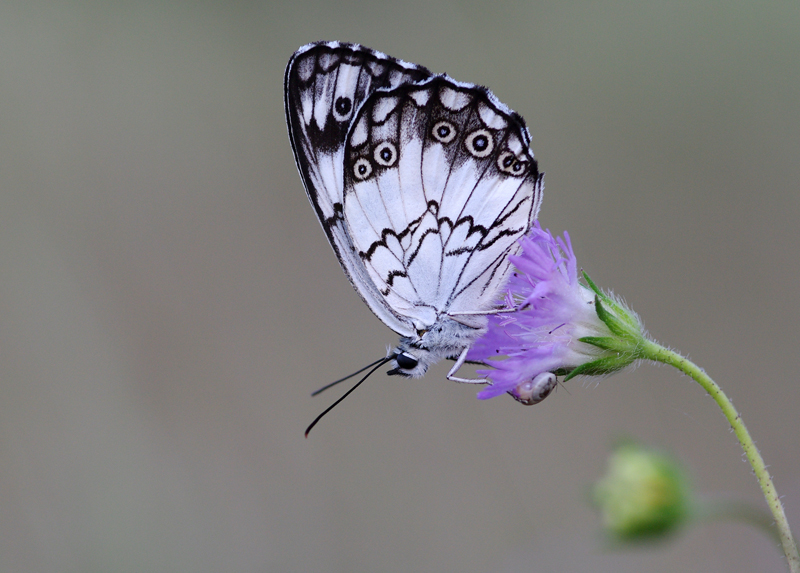
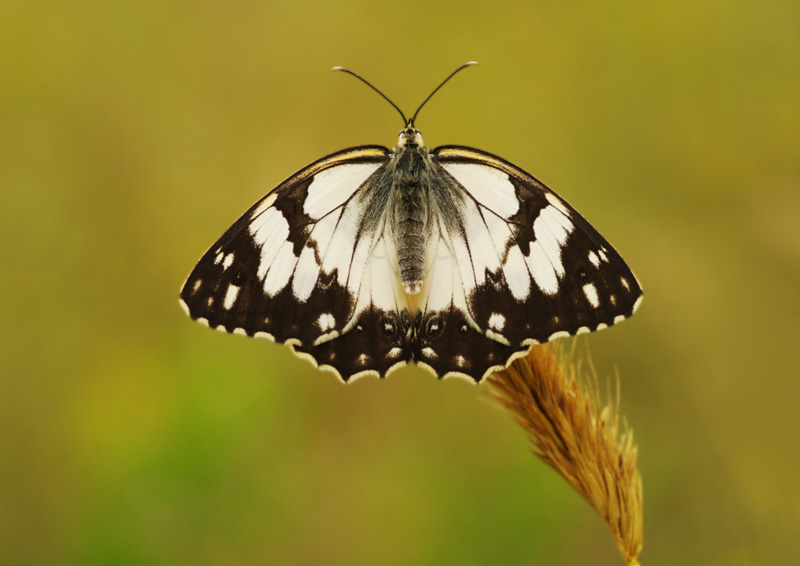